# Akkoordprogressie
Een akkoord(en)progressie is een opeenvolging van akkoorden. Akkoordprogressies, ofwel opeenvolging van harmonieën, komen al voor vanaf de vroegste barokmuziek, maar de term wordt vooral gehanteerd in de lichte muziek. In de klassieke muziek wordt eerder van harmonische functies gesproken.
Een akkoordprogressie kenmerkt zich door een muzikaal logisch spanningsverloop: opbouw → spanning → ontspanning.

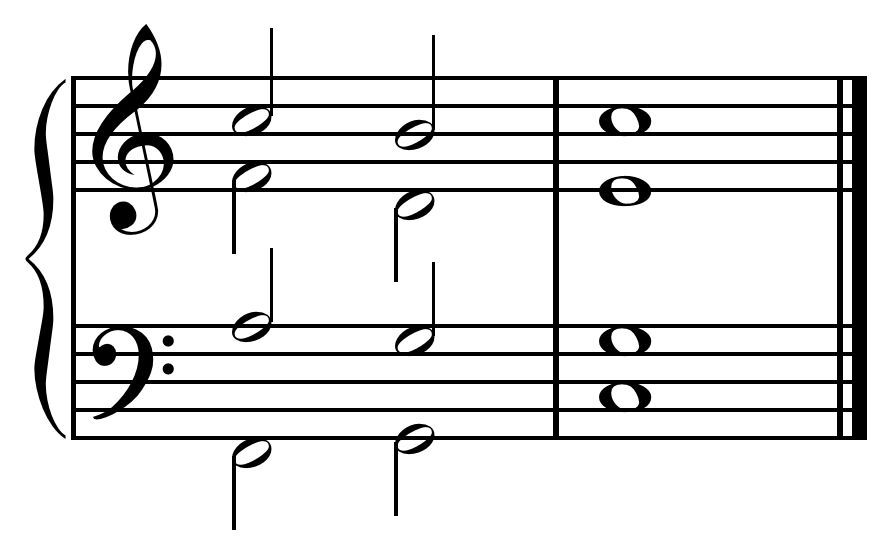
IV-V^{7}-I progressie

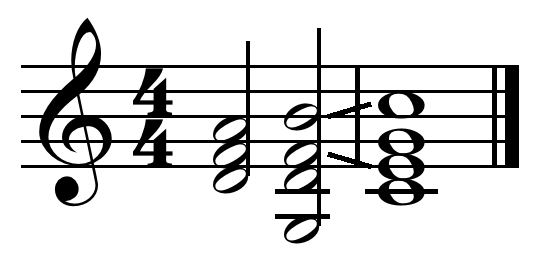
II-V^{7}-I progressie
Hierbij neemt feitelijk de tweede trap (II, die twee tonen gemeenschappelijk heeft met de IV) de functie over van de eerste en vierde trap samen in de IV-V-I progressie van hierboven

De meest basale akkoordenreeks is de I-IV-V-I-reeks (zie hiervoor: 3-akkoorden in de rockmuziek). Van de eerste trap (I, de drieklank op de tonica) naar de vierde trap (IV, de drieklank op de subdominant) wordt spanning opgebouwd: de vierde trap is als een vraag na de eerste trap. Er wordt een gevoel opgeroepen van onderweg gaan. Dan reist de progressie naar de vijfde trap (V, de dominant), om vervolgens op te lossen of huiswaarts te keren naar de eerste trap.
In de jazz komen een aantal progressies voor, die speciale aandacht verdienen. Bekend is bijvoorbeeld de II-V-I-progressie (spreek uit: 2, 5, 1-progressie). Deze akkoordenreeks is afgeleid uit de drieklanken die op de stamtonen van de majeur- of grote tertstoonladder kunnen worden geplaatst.

## Een korte toelichting
De toonladder van C-majeur (of C-grote terts, C-groot) luidt: c-d-e-f-g-a-b-c.
De bijbehorende toontrappen zijn respectievelijk genummerd met de Romeinse cijfers: I II III IV V VI VII I.
Het akkoord (drieklank) op de I-e trap (C-akkoord), is de tonicadrieklank, die is opgebouwd uit de tonen c-e-g.
De drieklank op de II-e trap (Dm-akkoord, ofwel het d-mineurakkoord) heeft de tonen d-f-a. Het septiemakkoord op de II-e trap (Dm7) is dan d-f-a-c (de afstand tussen de d en de c is een klein septiem of mineur septiem).
Het F-akkoord op de IV-e trap heeft de tonen f-a-c en is de subdominantdrieklank.
De drieklank op V, g-b-d (G) is de dominant drieklank. Het akkoord g-b-d-f (G7) is het dominant septiemakkoord.
In C-majeur is de II-V7-I-progressie dus: Dm-G7-C en de II7-V7-Imaj 7: Dm7-G7-Cmaj7 (dit zijn respectievelijk de akkoorden die opgebouwd zijn uit de tonen: d-f-a-c / g-b-d-f / c-e-g-b)
De I-IV-V-I-progressie is in C-majeur: C-F-G-C

## Turnaround
Een andere bekende progressie is de turnaround. Deze luidt I - VI - II - V (spreek uit: 1, 6, 2, 5).
Deze akkoordtrappen zijn ook vanuit een grote tertstoonladder herleidbaar.
In C-majeur is het schema aldus: Imaj 7-VI7-II7-V7 ofwel: Cmaj 7 / Am7 / Dm7 / G7

Deze progressie kan zich voortdurend herhalen, vandaar de naam turnaround.
Andere bekende progressies zijn het bluesschema en de Coltrane changes.
Een speciale progressie is de cadens, een reeks afsluitende akkoorden die in beginsel de toonsoort bevestigt.